# Révolte des Bataves
Année des quatre empereurs
La révolte des Bataves a lieu dans la province romaine de Germanie inférieure entre 69 et 70. La révolte est menée par les Bataves, un petit peuple germanique qui habitait en Batavie, dans le delta du Rhin, contre l'Empire romain. Ils sont plus tard rejoints dans le conflit par des civitas de Gaule belgique.
Sous la direction de leur prince héréditaire Caius Julius Civilis, officier auxiliaire de l'armée romaine impériale, les Bataves et leurs alliés ont réussi à infliger une série de défaites humiliantes à l'armée romaine, notamment la destruction de deux légions. Après ces premiers succès, une puissante armée romaine dirigée par le général romain Quintus Petillius Cerialis vainc finalement les rebelles. À la suite des pourparlers de paix, les Bataves se soumettent à nouveau à la domination romaine, mais ils sont forcés d'accepter des conditions humiliantes et une légion stationnée en permanence sur leur territoire, à Noviomagus (actuelle Nimègue, aux Pays-Bas).

## Révolte de Julius Vindex

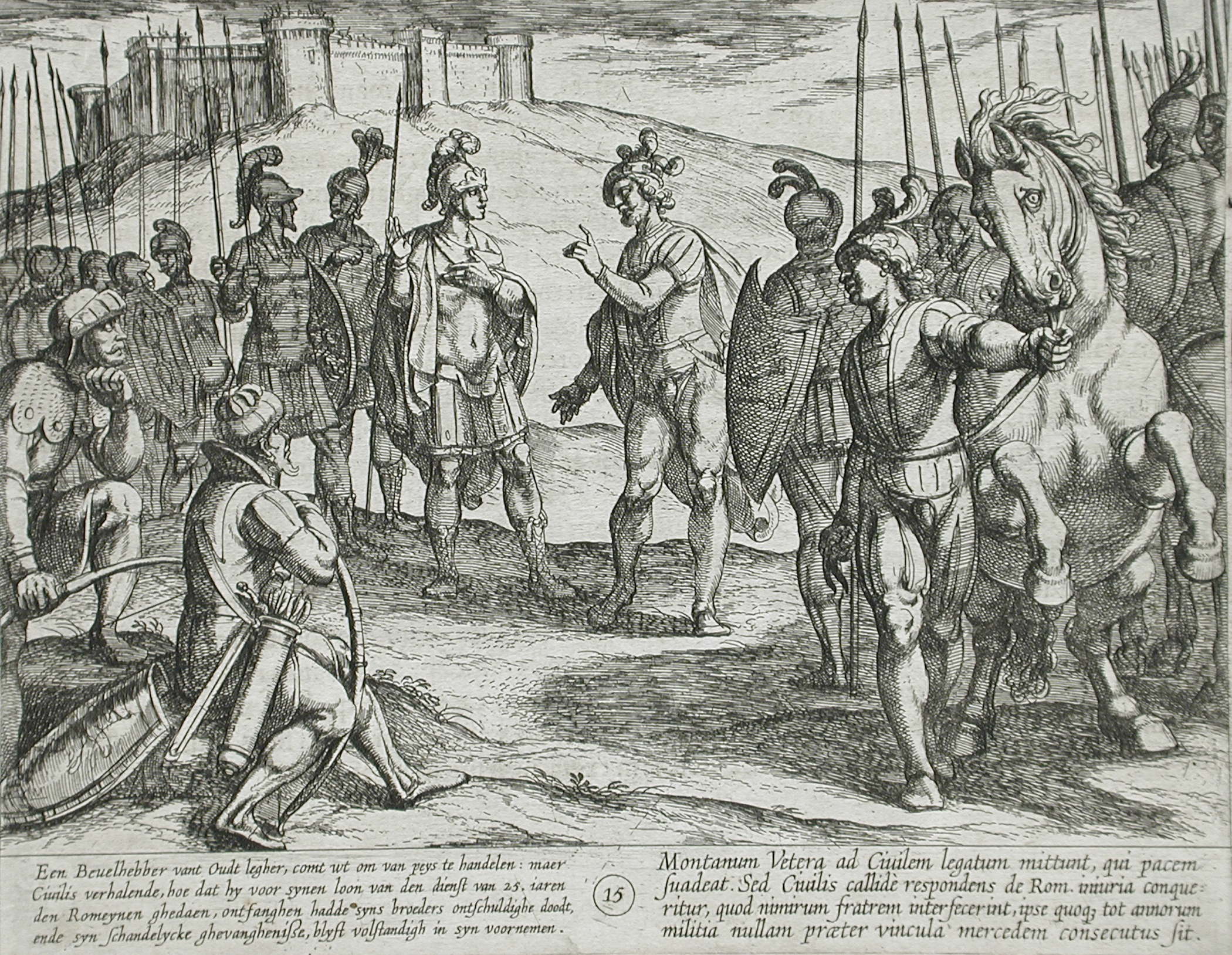
Membres Civilis négociant avec un commandant romain.

Au début du printemps 68, le propréteur Julius Vindex d’origine aquitaine se révolte. Avec le légat de Belgique, Valerius Asiaticus, ils réunirent une assemblée provinciale et appelèrent les cités de Gaules à se joindre à leur mouvement : si plusieurs peuples, tels que les Séquanes, les Eduens et les Arvernes se rangèrent à leur côté, d’autres restèrent fidèles à Néron, à l’instar de la capitale des trois Gaules. Vindex proposa à Galba, alors gouverneur de Tarraconaise, de prendre la pourpre qu’il avait déjà refusée une première fois. Ce dernier finit par accepter, avec le soutien du gouverneur de Lusitanie, Othon. Les armées du Rhin, dirigées par Lucius Verginius Rufus, écrasent Vindex près de Vesontio, ce qui n’est pas sans rappeler la défaite de Sacrovir quelque cinquante ans plus tôt ; le vaincu se suicide. Pourtant, Galba continue la lutte. Il est rejoint par les armées d’Espagne, puis par la garnison de Rome. Néron se suicide dans la nuit du 9 juin.

Cependant, cette prise de pouvoir de Galba va plonger l’Empire dans une guerre civile qui ne se terminera qu’un an plus tard, lorsque Vespasien prendra la pourpre. Les Gaules sont récompensées par le nouvel empereur, qui baisse le tribut dans ces provinces, et octroie la citoyenneté à plusieurs Gaulois, en privilégiant cependant les anciens partisans de Vindex. 
Les cités de Lyon et du nord-ouest en prennent ombrage et le 2 janvier 69 le légat de Germanie Inférieure, Vitellius, est proclamé empereur par ses légions. Le 15 du même mois Othon prend le pouvoir à Rome ; s’ensuivent plusieurs mois de lutte entre les deux prétendants. Peu après la brève insurrection du boïen Mariccus, Vespasien est proclamé empereur par les armées du Danube. C’est d’abord du côté de ce dernier que se rangèrent les Bataves de Caius Julius Civilis lors de la révolte dite des Bataves. Cependant, après la mort de Vitellius, le soutien au futur empereur se mua en insurrection contre ce dernier. 

### Révolte de Civilis

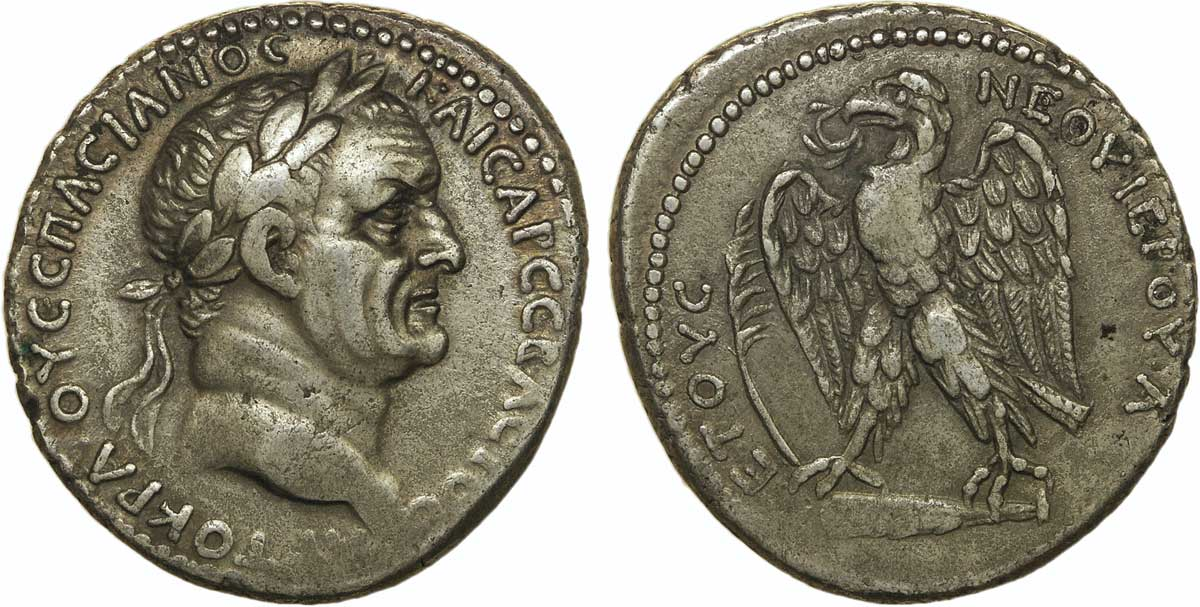
Vespasien César ΟΥЄCΠΑCΙΑΝΟC ΚΑΙCΑΡ

L’incendie du Capitole fut perçu comme un présage de la fin proche de Rome, ce qui convainquit d’autres Gaulois de rejoindre Civilis. Ainsi, les Trévires, sous le commandement de Julius Classicus et Julius Tutor et les Lingons, dirigés par Julius Sabinus, se rangèrent aux côtés de Civilis. La coalition remporta plusieurs batailles.
Sabinus, qui  dit descendre de Jules César en personne, se proclame « César »; sa tentative de créer un imperium Galliarum tourne court lorsque les Séquanes, toujours fidèles à Rome, défont les Lingons : Sabinus prend la fuite et simule un suicide. Profitant de la désorganisation des Gaulois, Vespasien demande à Gallus Annius et Quintus Petillius Cerialis de mener une expédition punitive. Les Gaulois tinrent une assemblée à Durocortorum où Julius Auspex prit la parole contre Iulius Valentinus pour inciter les peuples des Gaules à prendre le parti de la paix et à rester fidèles à Rome : la plupart des cités se rangèrent à son avis. Civilis finit par être défait sur l’île des Bataves où il s’était réfugié.

## Causes de cette révolte

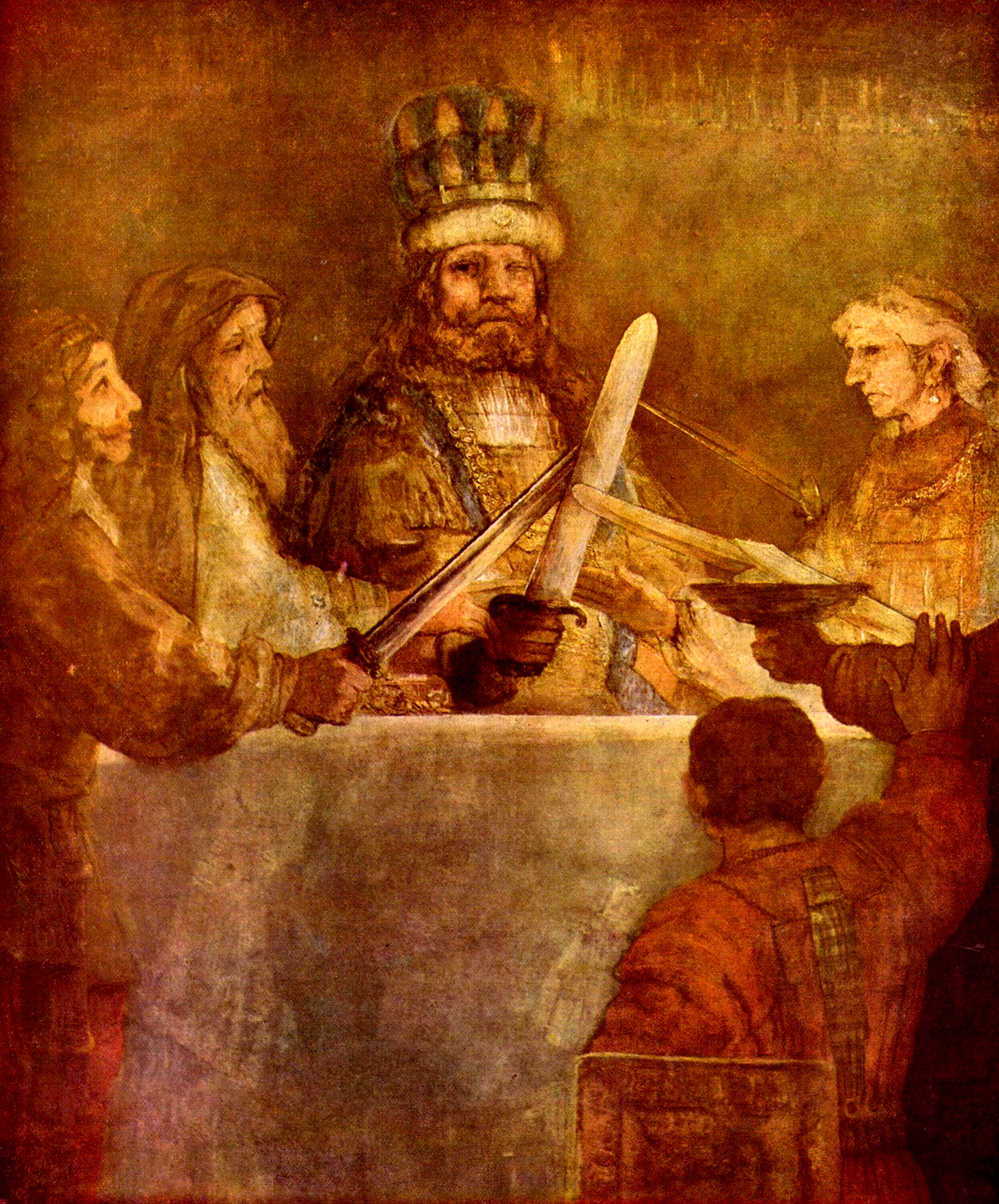
Détail de la Conspiration des Bataves de Rembrandt, 1662.

On a  voulu faire de cette révolte une lutte pour l’indépendance de la Gaule. Pourtant, cette crise de 68-70 ne ressemble pas à la révolte qui éclate au même moment en Palestine, car les mouvements de Vindex et Civilis ne semblent pas être dirigés contre Rome, mais contre l’empereur en place. C’est en tout cas ce que laisse entendre Dion Cassius dans le discours qu’il prête à Vindex :

« “Oτι» φησὶ “πᾶσαν τὴν τῶν ῾Ρωμαίων οἰκουμένην σεσύληκεν, ὅτι πᾶν τὸ ἄνθος τῆς βουλῆς αὐτῶν ἀπολώλεκεν, ὅτι τὴν μητέρα τὴν ἑαυτοῦ καὶ ᾔσχυνε καὶ ἀπέκτεινε, καὶ οὐδ'   αὐτὸ τὸ σχῆμα τῆς ἡγεμονίας σώζει. σφαγαὶ μὲν γὰρ καὶ ἁρπαγαὶ καὶ ὕβρεις καὶ ὑπ' ἄλλων πολλαὶ πολλάκις ἐγένοντο• τὰ δὲ δὴ λοιπὰ πῶς ἄν τις κατ' ἀξίαν εἰπεῖν δυνηθείη; Aνάστητε οὖν ἤδη ποτέ, καὶ ἐπικουρήσατε μὲν ὑμῖν αὐτοῖς, ἐπικουρήσατε δὲ τοῖς ῾Ρωμαίοις, ἐλευθερώσατε (δὲ) πᾶσαν τὴν οἰκουμένην. »

« Parce que, dit-il, il a pillé tout l'univers romain, parce qu'il a fait périr toute la fleur du sénat, parce qu'il a déshonoré et tué sa mère, et ne conserve pas même l'apparence d'un empereur. Bien des meurtres, bien des rapines, bien des violences, ont été maintes fois commis par d'autres; mais comment pourrait-on dignement retracer le reste ? (…) Levez-vous donc enfin, secourez-vous vous-mêmes, secourez les Romains et délivrez l'univers entier. »

Tacite évoque bien la possibilité d’une Gaule indépendante, mais uniquement si le peuple romain devient incapable de diriger l’Empire. Mais cette possibilité est présentée comme étant une rumeur.
De plus les commanditaires de l'insurrection prennent parti dans ces guerres de succession en tant que membres à part entière de l’Empire. Ils font d’ailleurs partie, comme leurs noms et leurs fonctions l’indiquent, des élites provinciales qui connaissent une grande prospérité en Gaule depuis les réformes de Claude : le père de Julius Vindex, ce dernier étant lui-même gouverneur de Lyonnaise, a ainsi probablement été admis au sénat sous Claude. De même, les révoltés de 69 appartenaient aux grandes familles locales et étaient tous citoyens romains. Civilis et Classicus étaient également préfets de cavalerie dans l’armée romaine. 

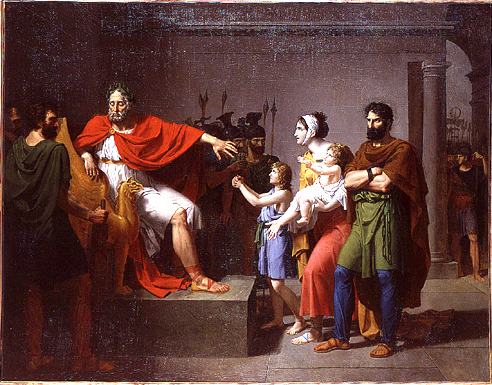
Alexandre Menjaud, Eponine et Sabinus devant Vespasien, 1802, Paris, Ecole Nationale Supérieure des Beaux-Arts

Le soulèvement en Gaule semble d'ailleurs soutenu par une partie de la population de Rome comme nous le rapporte Suétone:	
«L’univers, après avoir supporté un pareil empereur un peu moins de quatorze ans, le déposa enfin et ce furent les Gaulois qui donnèrent le signal, sous la conduite de Iulius Vindex, qui gouvernait alors cette province en qualité de pro-préteur. (…) Aussi, la haine générale étant soulevée contre lui, il n’y eut sorte d’outrages qu’on ne lui fit subir. On accrocha un toupet derrière la tête d’une de ses statues, avec cette inscription en grec : “ c’est maintenant que commence la lutte; dérobe-toi donc ”. Au cou d’une autre, on attache une besace portant ces mots: “ pour moi, qu’aurais-je pu faire de plus ? Mais toi, tu as mérité le sac. ” On inscrivit encore sur des colonnes: “ ces chants ont réveillé même les Gaulois. ” Enfin, l’on entendit souvent, la nuit, des gens, qui feignaient de se disputer avec des esclaves, réclamer avec insistance un “ Vindex ”.»
Cependant, à en croire Tacite, les événements prennent une autre tournure lorsque Civilis, après la mort de Vitellius en décembre 69, déclare ouvertement combattre Rome pour la liberté des Gaulois et des Germains. De même, Julius Sabinus semble avoir voulu prétendre à la place d’empereur, s’il est vrai qu’il prétendait descendre de Jules César. Mais on remarque que seule une petite partie des trois Gaules s’est jointe à Civilis : la majorité des ciuitates ont choisi de rester fidèles à Rome lors de l’assemblée qui s’est tenue à Reims. Sans leur appui, Civilis ne résiste pas longtemps à Cerialis.